# Psara normalis
Psara normalis là một loài bướm đêm trong họ Crambidae.